# Paritet (talteori)
 For alternative betydninger, se Paritet. (Se også artikler, som begynder med Paritet)
Indenfor talteorien er et heltals paritet dets væren enten lige eller ulige.
Et tal er lige, hvis det er et multiplum af 2. Alle andre heltal er ulige. Eksempler på lige tal er −4, 8, 0 og 70. Eksempler på ulige tal er − 5, 1 og 71. Som det ses, er tallet 0 lige, fordi det er lig med 2 ganget med 0.
Sættet af lige tal kan skrives som {\displaystyle \{z\in \mathbb {Z} :z\mod 2=0\}=\{...,-6,-4,-2,0,2,4,6,...\}}, og mængden af ulige tal kan skrives som {\displaystyle \{z\in \mathbb {Z} :z\mod 2=1\}=\{...,-5,-3,-1,1,3,5,...\}}.
Summen eller differensen af to tal med samme paritet er lige. Produktet af to ulige tal er ulige, men produktet af to lige tal eller to tal med forskellige paritet er lige, fordi primtalsopløsningen henholdsvis ikke indeholder og indeholder 2.
I det titalssystem, vi normalt bruger, er et tals paritet det samme som dets sidste ciffers. Hvis sidste ciffer derfor er 1, 3, 5, 7 eller 9, er det ulige; i modsat fald er det lige.

## Talsystemer med andre grundtal end 10
Reglen om, at et tal er lige, hvis dets sidste ciffer lige – og altså ulige, hvis sidste ciffer er ulige – er gældende i ethvert talsystem med et lige grundtal. I særdeleshed vil et tal i det binære talsystem være ulige, hvis dets sidste ciffer er 1 og lige, hvis dets sidste ciffer er 0.
Et tal i et talsystem med et ulige grundtal er lige eller ulige afhængigt af, om summen af tallets cifre (tværsummen) er lige eller ulige.
| Matematik | Spire Denne artikel om matematik er en spire som bør udbygges. Du er velkommen til at hjælpe Wikipedia ved at udvide den. |